# Ogcodes albiventris
Ogcodes albiventris är en tvåvingeart som först beskrevs av Johnson 1904.  Ogcodes albiventris ingår i släktet Ogcodes och familjen kulflugor. Inga underarter finns listade i Catalogue of Life.